# 大回転
大回転（だいかいてん）は、スキー競技またはスノーボード競技のアルペン種目の1つ。ジャイアント・スラローム（英: Giant Slalom）、GS、リーゼンスラローム（独: Riesenslalom）とも称する。
同じ「大回転」と称しているが、スキーとスノーボードの競技内容・規則・コース設定には違いがあるので、ここではそれぞれについて記述する。

## スキー

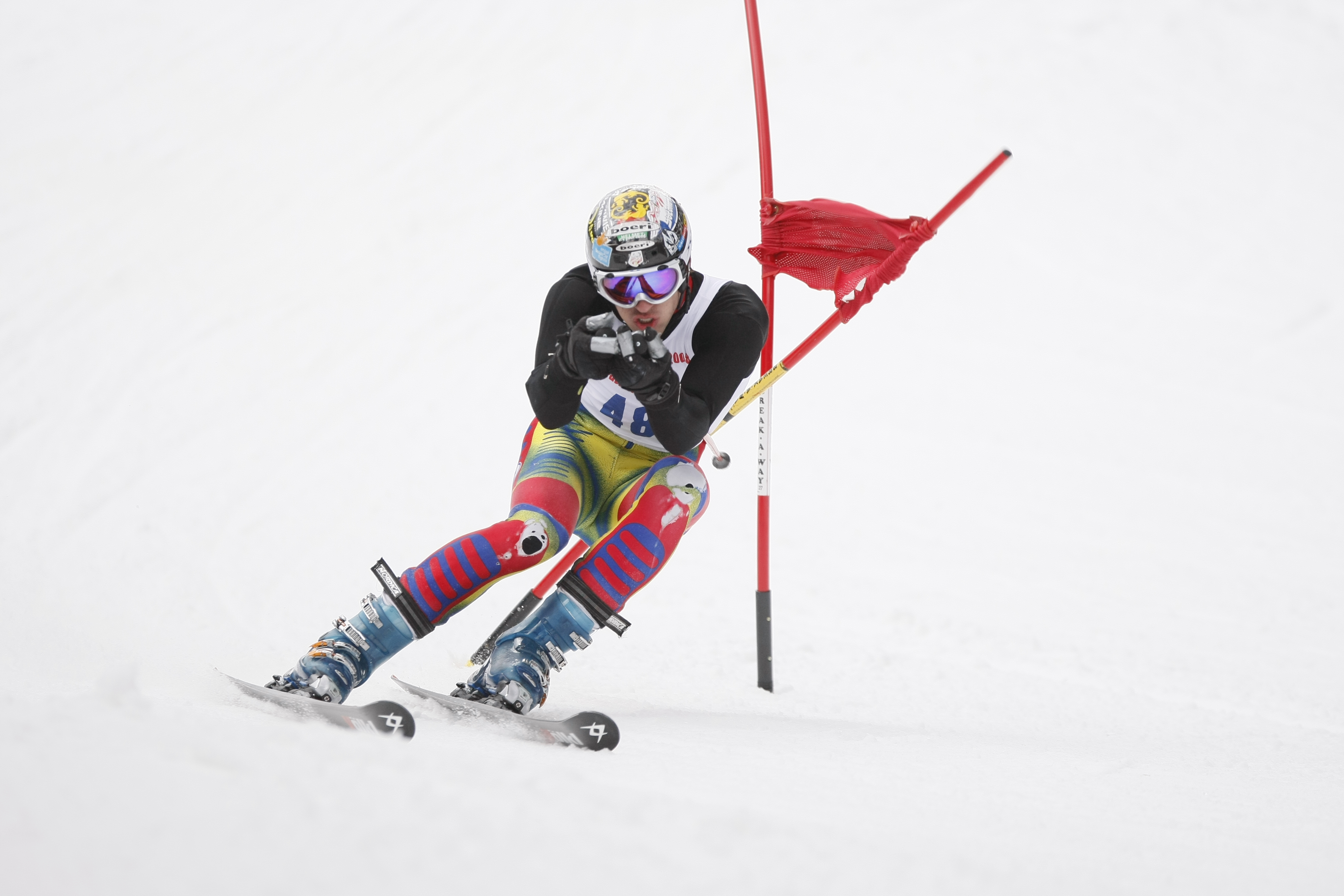
アルペンスキー大回転

アルペンスキーでは、回転に近い小刻みのターン技術と、スーパー大回転の持つスピード感を併せ持ったダイナミックな種目で、人気が高い。アルペンスキーの基本の種目とされることがある。ほかの種目、特に回転と同様に、後述する「フレックスポール（屈曲する可倒式のポール）」とカービングスキーの登場によって競技技術に革新的変化が起こった。スーパー大回転・滑降が高速系種目と呼ばれるのに対して回転・大回転は技術系種目と呼ばれる。

### コース
コースの設定は規定により、それぞれ次の通りとなっている。
標高差
- 通常のFIS競技会（下記以外）

男子250m - 450m、女子250m - 400m
- オリンピック冬季競技大会・FIS 世界選手権・FIS ワールドカップ

男女とも最低300m
- FISカテゴリーU16 – U14[2]

男女とも200m - 350m
- SAJ 公認レースにおける特例として、男女とも下限を160mとするが、下限が200mとなるように努力することが定められている。

- エントリーリーグ（ENL）

男女とも200m - 250m
旗門
アルペン競技で旗門に使われるポールは「スラロームポール」と称されていて、「リジッドポール（屈曲しないポール）」と「フレックスポール（屈曲するポール、可倒式ポールとも）」の2種類があり、この名称はFISにて定義されている。
大回転では、ターニングゲート（ターン内側の旗門）のターニングポール（ターニングゲートコース側のポール）にフレックスポールとアウトサイドポール（ターニングゲート外側のポール）にリジッドポールを使ってゲートフラッグ（旗）を取り付け、アウトサイドゲート（外側の旗門）は2本ともリジッドポールを使用してフラッグ（旗）を雪面から1m以上の高さにくるように取り付け、赤と青を交互に設置しなければならない。フラッグは通常の衝突では抜けず、衝突時に競技者が絡まった際には外れる構造であることも定められている。
旗門の設置場所に必ずカラーペイントのマーキングを行い、全競技中は最後まで消えないようにすると定めている。旗門設置場所以外のマーキングについては、滑降・スーパー大回転ではルール上、両側の旗門を結んで方向を示すが、回転・大回転では通常は行わない。しかし最近のオリンピックやパラリンピックなどにおいては、旗門設置箇所のマーキングを基本として、ターニングポールの前後に長さ1 - 数m程のラインが施されることがある。なお、ルール上では「旗門線」と呼ばれる旗門のターニングポールとアウトサイドポール（立てずに仮想とする場合を含む）をつないだ仮想上の直線上、つまり完全なポールとポールの間を両方のスキー先端及び両足が通過すれば良いので、このマーキングラインはあくまでも踏み越すとコースアウト（旗門不通過）となる目安である。
方向転換数は標高差から計算され（小数点以下は切り下げか繰り上げ）、FISレベルでは11 - 15%、U16 - U14では13 - 17％、エントリーリーグ（ENL）では13 - 15％の数としている。
旗門幅は4m - 8mとしていて、連続する2旗門の最も近いポール間距離は10m、旗門のターニングポールの間隔は27m以上でなければならない。
旗門設置の例外として、FISレベルの競技会を行う場合のみにおいてシングルジャイアントスラロームと呼ばれる、アウトサイドゲート（コース外側の旗門）を設置しない旗門設定を行う競技会が行われることがあり、この場合はFISによるシングルジャイアントスラローム競技の規則を適用の上で、アウトサイドゲートを仮想とした上で大回転競技の全てのルールを適用している。
選手はこれらの規定などによって設置されたコースを通常は2本滑走するが、次の例外がある。
1. U14[2]（SAJカテゴリーK1[9]もこれと同一）の競技会において、主催者側が滑走数を1本と決定した場合[10]
2. ジュリーにより、2本目の出場人数を半分まで減らすことが認められているため[11]、その決定によって2本目のスタートから除外された選手

### 用具
上述したようにカービングスキーの登場による技術的革新により滑走速度の高速化の傾向にあり、選手の負傷数の増加が問題となっていた。そこで、意図的に過度に滑走速度が上昇しないよう、スキーの長さ（以下、全長）、回転半径（ラディウス〈R〉、スキーのサイドカーブの曲線半径）などに規制（FIS競技規則）が設定され、度々改定が行われている。
当初は、FIS公認レースおよびSAJの公認レースでの全長は男子185cm以上（カテゴリーによっては180cm以上）、女子180cm以上（カテゴリーによっては175cm以上）、ラディウスはR≧21mとなっていた。
2008シーズンでは一部、2009シーズンからは全ての公認大会で、ラディウスは男子R≧27m、女子R≧23mが適用されていた。
2013シーズンからは一部、2014シーズンからは全ての公認大会で全長は男子195cm以上（カテゴリーによっては190cm以上）、女子188cm以上（カテゴリーによっては183cm以上）、ラディウスは男子R≧35m、女子R≧30mが適用されていた。
2019シーズンからは、コンチネンタルカップ（COC）において全長は男子195cm以上・女子188cm以上、その他カテゴリーにおいて全長は男子188cm以上・女子183cm以上、ラディウスは全てのカテゴリーで男子R≧35m、女子R≧30mが適用されている。
ユースカテゴリーにおいても規程があり、2021/2022シーズンでは次の通りとなっている。
- U16 - U14[2]（SAJカテゴリーK2[9]も同様）男子・女子ともに[13]
  - 全長188cm以下
  - ラディウス R≧17m
- SAJカテゴリーK1[9]における特別ルール、男子・女子ともに[13]
  - 全長130cm以上
  - ラディウス R≧14m

このほかにもスキー板の最大高さ（プレートとビンディングを含めた合計数値）やスキーブーツの最大高さ（インソール含む）が設定されている。
ヘルメットは装着義務があり、FISによる安全規格基準が定められ、現在は「FISステッカーRH2013」適用品のみ認められている。
なお、FISやSAJ以外の主催競技会についてはこの限りではないこともあるが、安全面などから規則がFISやSAJのものに準じるケースはある。
- ウィキメディア・コモンズには、アルペンスキー大回転に関するカテゴリがあります。

## スノーボード
アルペンスノーボードでは1998年長野オリンピックから大回転が公式競技となった。2002年ソルトレークシティオリンピックからは「大回転」に代わる形で「パラレル大回転」が冬季オリンピック公式競技となっている（スノーボードは左足が前になるレギュラースタンスと、右足が前になるグーフィースタンスとがあるため、アルペンスキーとは違いパラレル大回転では左右対称の旗門設定になっている）。
「大回転」が1つのコースを全選手が1人ずつ滑るのに対し、「パラレル大回転」では並行して設定されたコースを2人が並んで同時に滑走する。まずは1人で1本滑ったタイムで予選を行い、上位16位までが決勝トーナメントへ進出。決勝トーナメントでは2名が同時に滑走し、早い者が勝ち抜けていく。タイムが重要であることは変わらないが、競技の展開上勝者と敗者、速いか遅いかが一目瞭然で、観戦の娯楽性がより強い競技になっている。